# Nakamura Kosuke
Nakamura Kosuke (中村 航輔 (Trung Thôn Hàng Phụ) Nakamura Kōsuke, sinh ngày 27 tháng 2 năm 1995) là một cầu thủ bóng đá người Nhật Bản thi đấu cho Portimonense.
Vào tháng 5 năm 2018 anh có tên trong đội hình sơ loại của Nhật Bản tham dự Giải vô địch bóng đá thế giới 2018 ở Nga.

## Thống kê sự nghiệp

### Câu lạc bộ
Tính đến 28 tháng 2 năm 2019
| Câu lạc bộ          | Mùa giải            | Giải vô địch | Giải vô địch | Cúp Hoàng đế Nhật Bản | Cúp Hoàng đế Nhật Bản | J. League Cup | J. League Cup | Tổng    | Tổng      |
| Câu lạc bộ          | Mùa giải            | Số trận      | Bàn thắng    | Số trận               | Bàn thắng             | Số trận       | Bàn thắng     | Số trận | Bàn thắng |
| ------------------- | ------------------- | ------------ | ------------ | --------------------- | --------------------- | ------------- | ------------- | ------- | --------- |
| Kashiwa Reysol      | 2013                | 0            | 0            | 0                     | 0                     | 0             | 0             | 0       | 0         |
| Kashiwa Reysol      | 2014                | 0            | 0            | 0                     | 0                     | 0             | 0             | 0       | 0         |
| Avispa Fukuoka      | 2015                | 20           | 0            | 1                     | 0                     | -             | -             | 21      | 0         |
| Kashiwa Reysol      | 2016                | 28           | 0            | 3                     | 0                     | 1             | 0             | 32      | 0         |
| Kashiwa Reysol      | 2017                | 34           | 0            | 4                     | 0                     | 0             | 0             | 38      | 0         |
| Kashiwa Reysol      | 2018                | 17           | 0            | 0                     | 0                     | 0             | 0             | 21      | 0         |
| Tổng cộng sự nghiệp | Tổng cộng sự nghiệp | 99           | 0            | 8                     | 0                     | 1             | 0             | 112     | 0         |

## Danh hiệu

### Cá nhân
- J.League Best XI: 2017